# Новониколаевский (Башкортостан)
Новоникола́евский (баш. Яңы Николаевский) — деревня в Стерлитамакском районе Республики Башкортостан Российской Федерации. Входит в состав Наумовского сельсовета. 

## География

### Географическое положение
Расстояние до:
- районного центра (Стерлитамак): 16 км,
- центра сельсовета (Наумовка): 6 км,
- ближайшей ж/д станции (Стерлитамак): 16 км.

## Население
| 2002 | 2009 | 2010 |
| ---- | ---- | ---- |
| 41   | ↗58  | ↗60  |

Национальный состав
Согласно переписи 2002 года, преобладающая национальность — русские (93 %).